# Унтершехен
Унтершехен (нем. Unterschächen) — коммуна в Швейцарии, в кантоне Ури.
Население составляет 740 человек (на 31 декабря 2006 года). Официальный код — 1219.